# Режим заповідний
Режим заповідний — суворий режим охорони природного комплексу природних заповідників, а також заповідних зон біосферних заповідників і національних природних парків, що забороняє будь-яке господарське використання території заповідників, а також будь-яке пряме і безпосереднє втручання в хід природних процесів і явищ.
Заповідний режим є втіленням у життя концепції (ідеї) абсолютної заповідності, розробленої російськими та американськими екологами та еко-філософами у ХХ столітті. В 1908 р. професор-зоолог Московського університету, піонер охорони природи Г. О. Кожевніков зробив свою класичну доповідь «Про необхідність створення заповідних ділянок для охорони російської природи» на Всеросійському ювілейному акліматизаційному з'їзді в Москві. На ньому ним вперше була висловлено ідею, що для підтримання природних спонтанних процесів і явищ дикої природи, на великих ділянках вільної природи повинен вводитися режим повної (абсолютної) заповідності, що передбачає заборону на будь-яке господарське або регуляційне вторгнення. Така територія оголошувалася заповідником. Заповідники, по ідеї Г. О. Кожевнікова, створювалися для захисту права дикої природи на існування і проведення моніторингових досліджень.
Ідея абсолютної заповідності Г. О. Кожевнікова полягала в наступних словах: «Не треба нічого усувати, нічого додавати, нічого покращувати. Треба надати природу самій собі і спостерігати результати».
На відміну від заповідного режиму, що передбачає найсуворіший ступінь охорони природних комплексів, у ряду інших категорій та об'єктів природно-заповідного фонду (заказники, пам'ятки природи, регіональні ландшафтні парки тощо) існує більш слабкий, гнучкий охоронний режим, який дозволяє вести на території об'єкта природно-заповідного фонду ту чи іншу господарську діяльність.